# Pacyfikacja Bołszowców i Słobódki Bołszowieckiej
Pacyfikacja Bołszowców i Słobódki Bołszowieckiej – masowy mord na ukraińskiej ludności, połączony z niszczeniem mienia, dokonany przez okupantów niemieckich oraz ich kolaborantów 14 marca 1944 roku. Pacyfikacja była odwetem za zabicie przez Ukraińców funkcjonariuszy Kripo, którzy przybyli do Bołszowców i Słobódki Bołszowieckiej w związku z wcześniejszymi mordami banderowców na Polakach.

## Przyczyna pacyfikacji
Na początku 1944 roku ukraińscy nacjonaliści zintensyfikowali antypolską czystkę etniczną na terenach okupowanego województwa stanisławowskiego. Między innymi 5 lutego zamordowano od 19 do 35 Polaków w Słobódce Bołszowieckiej. 29 lutego do podobnego napadu na Polaków doszło w sąsiednich Bołszowcach.
Okupant niemiecki wszczął śledztwo w związku ze zbrodniami na Polakach w Słobódce Bołszowieckiej i Bołszowcach. 8 marca do obu miejscowości przyjechali funkcjonariusze Kripo, na których nacjonaliści ukraińscy urządzili zasadzkę. Zginęło czterech policjantów - Niemiec i trzech Polaków. Ich zabicie było bezpośrednią przyczyną pacyfikacji.

## Przebieg mordu
14 marca 1944 roku do Bołszowców i Słobódki Bołszowieckiej przyjechała ze Stanisławowa niemiecka ekspedycja karna. Przybysze dokonali selekcji ludności na Ukraińców i Polaków. Pierwszych zamknięto w cerkwi, drugich – w kościele. Strzelano do osób, które uciekały, rozstrzeliwano tych, których złapano w trakcie ucieczki. Jednocześnie trwał rabunek mienia (m.in. koni i bydła) i podpalanie ukraińskich zabudowań. 38 ukrywających się osób, w większości kobiet i dzieci, udusiło się w piwnicy jednego z podpalonych domów. Dochodziło także do gwałtów na kobietach.
Część ukraińskich mężczyzn po wyprowadzeniu z cerkwi została rozstrzelana na miejscu. Kolejnych (według różnych wersji od 85 do 100 lub ponad 100) aresztowano i zabrano do Stanisławowa, gdzie prawie wszyscy zostali rozstrzelani; do domów wróciło jedynie pięciu.
Zasadniczo Polaków podczas pacyfikacji nie zabijano. Zginęło jednak polskie małżeństwo Starczewskich, ludzi w podeszłym wieku, którzy podali się za Ukraińców sądząc, że napad jest dziełem oddziału ukraińskiego. Ponadto spaliły się niektóre polskie zabudowania przylegające do podpalonych zagród ukraińskich. Polacy zostali wypuszczeni z kościoła po zakończeniu pacyfikacji. W obawie o życie niebawem całkowicie opuścili oni Bołszowce i Słobódkę Bołszowiecką przenosząc się do Stanisławowa.
Policjanci ukraińscy z miejscowego posterunku zachowywali się biernie podczas zbrodni na swoich rodakach. Nieudaną próbę odbicia zakładników zabieranych do Stanisławowa podjął oddział SKW.
Pacyfikacja zakończyła się około godziny 16.00. Sprawcy odjechali pociągiem do Stanisławowa.
Według raportu ukraińskiego 280 Ukraińców zginęło w Bołszowcach, a 49 w Słobódce Bołszowieckiej. Ponadto wiele osób zostało rannych. W Słobódce Bołszowieckiej spłonęło 112 budynków. Dane sowieckie o ofiarach pacyfikacji zebrane jeszcze w 1944 roku mówią o 139 zabitych w Bołszowcach i 48 zabitych w Słobódce Bołszowieckiej.
Grzegorz Hryciuk twierdzi, że pacyfikacją objęto także Bołszów, jednak nie podaje żadnych szczegółów odnośnie jej przebiegu w tej miejscowości.

## Upamiętnienie
Współcześnie (2019 rok) ofiary pacyfikacji upamiętnia pomnik w Bołszowcach wzniesiony staraniem proboszcza miejscowej parafii greckokatolickiej. Napis na pomniku jako sprawców zbrodni wskazuje niemieckich nazistów i, bezpodstawnie, Polaków („polskich szowinistów”). Według Damiana Markowskiego w skład ekspedycji karnej wchodzili funkcjonariusze Gestapo ze Stanisławowa, żandarmi oraz Kałmucy i Uzbecy służący w jednostkach kolaboracyjnych.